# Éderson (ur. 1989)
Éderson, właśc. Éderson Alves Ribeiro Silva (ur. 13 marca 1989 w Pentecoste) – brazylijski piłkarz występujący na pozycji napastnika, zawodnik Athletico Paranaense. W sezonie 2013 trafił 21 bramek w 36 meczach ligi brazylijskiej i został królem strzelców.